# Politik i Shanxi

Shanxis läge i Kina.

Den politiska makten i Shanxi utövas officiellt av provinsen Shanxis folkregering, som leds av den regionala folkkongressen och guvernören i provinsen. Dessutom finns det en regional politiskt rådgivande konferens, som motsvarar Kinesiska folkets politiskt rådgivande konferens och främst har ceremoniella funktioner. Provinsens guvernör sedan december 2022 är Jin Xiangjun.
I praktiken utövar dock den regionala avdelningen av Kinas kommunistiska parti den avgörande makten i Shanxi och partisekreteraren i regionen har högre rang i partihierarkin än guvernören. Sedan oktober 2023 är Tang Dengjie partisekreterare.

## Lista över Shanxis guvernörer
1. Cheng Zihua (程子华): 1949 – 1950
2. Pei Lisheng (裴丽生): 1950 – 1951
3. Lai Ruoyu (赖若愚): 1951 – 1952
4. Pei Lisheng (裴丽生): 1952 – 1956
5. Wang Shiying (王世英): 1956 – 1958
6. Wei Heng (卫恒): 1958 – 1965
7. Wang Qian (王谦): 1965 – 1967
8. Liu Geping (刘格平): 1967 – 1971
9. Xie Zhenhua (谢振华): 1971 – 1975
10. Wang Qian (王谦): 1975 – 1979
11. Luo Guibo (罗贵波): 1979 – 1983
12. Wang Senhao (王森浩): 1983 – 1992
13. Hu Fuguo (胡富国): 1992 – 1993
14. Sun Wensheng (孙文盛): 1993 – 1999
15. Liu Zhenhua (刘振华): 1999 – 2004
16. Zhang Baoshun (张宝顺): 2004 – 2005
17. Yu Youjun (于幼军): 2005 – 2007
18. Meng Xuenong (孟学农): september 2007 – september 2008
19. Wang Jun (王君): september 2008 – december 2012
20. Li Xiaopeng (李小鹏): december 2012 – 2016 [1]
21. Lou Yangsheng (楼阳生): 2016 – 2019
22. Lin Wu (林武): 2019 – 2021
23. Lan Fo'an (蓝佛安): 2021 – december 2022
24. Jin Xiangjun (金湘军): december 2022 -

## Lista över Shanxis partisekreterare
1. Cheng Zihua (程子华): 1949–1950
2. Lai Ruoyu (赖若愚): 1950–1952
3. Xie Xuegong (解学恭): 1952 (tf)
4. Gao Kelin (高克林): 1952
5. Tao Lujia (陶鲁笳): 1952–1965
6. Wei Heng (卫恒): 1965–1967
7. Liu Geping (刘格平): 1967–1971
8. Xie Zhenhua (谢振华): 1971–1975
9. Wang Qian (王谦): 1975–1980
10. Huo Shilian (霍士廉): 1980–1983
11. Li Ligong (李立功): 1983–1991
12. Wang Maolin (王茂林): 1991–1993
13. Hu Fuguo (胡富国): 1993–1999
14. Tian Chengping (田成平): 1999–2005
15. Zhang Baoshun (张宝顺): 2005–2012
16. Yuan Chunqing (袁纯清): 2010–2014
17. Wang Rulin (王儒林): 2014–2016 [2]
18. Luo Huining (骆惠宁): 2016–2019
19. Lou Yangsheng (骆惠宁): 2019–2021
20. Lin Wu (林武): 2021–2022
21. Lan Fo'an (蓝佛安): december 2022 – september 2023
22. Tang Dengjie (唐登杰): oktober 2023 -